# HMS Black Prince (1904)
O HMS Black Prince foi um cruzador blindado operado pela Marinha Real Britânica e a segunda e última embarcação da Classe Duke of Edinburgh, depois do HMS Duke of Edinburgh. Sua construção começou em junho de 1903 nos estaleiros da Thames Ironworks em Londres e foi lançado ao mar em novembro do ano seguinte, sendo comissionado em março de 1906. Era armado com uma bateria principal composta por seis canhões de 234 milímetros em seis torres de artilharia únicas, tinha um deslocamento de catorze mil toneladas e alcançava uma velocidade máxima de 23 nós.
O Black Prince teve um início de carreira tranquilo, servindo em águas territoriais até 1913, quando foi transferido para o Mar Mediterrâneo. A Primeira Guerra Mundial começou em meados do ano seguinte e sua primeira ação foi participar da perseguição fracassada aos navios alemães SMS Goeben e SMS Breslau em agosto. Depois disso caçou corsários alemães no Mar Negro até voltar para casa em dezembro. Participou em maio de 1916 da Batalha da Jutlândia, sendo afundado pelos disparos de vários couraçados alemães depois de se separar do resto da frota britânica.